# Jeff Hodge
Pour les articles homonymes, voir Hodge.
Jeff Hodge, né le 18 novembre 1966, à Birmingham, en Alabama, est un ancien joueur américain de basket-ball. Il évolue au poste d'arrière. 

## Palmarès
- Joueur de l'année de la Sun Belt Conference 1989
- First-team All-Sun Belt Conference 1987, 1988, 1989